# Pellaea pulcherrima
Pellaea pulcherrima là một loài dương xỉ trong họ Pteridaceae. Loài này được Rovirosa mô tả khoa học đầu tiên năm 1909.
Danh pháp khoa học của loài này chưa được làm sáng tỏ. 